# 阿姆斯特丹北

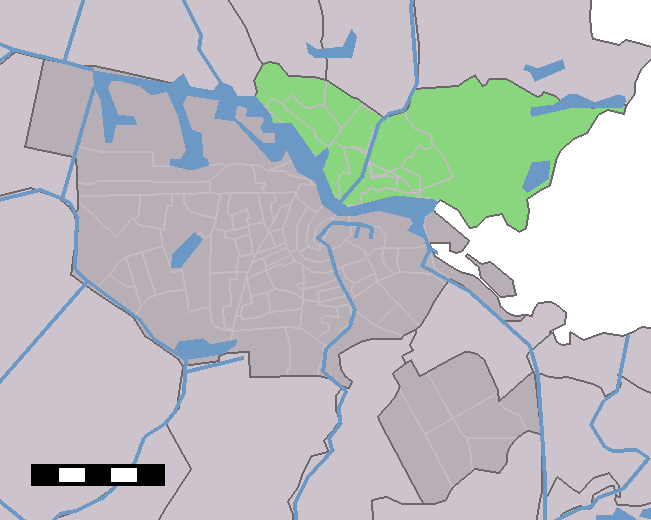
阿姆斯特丹北的位置

阿姆斯特丹北（荷蘭語：Amsterdam-Noord）是荷蘭阿姆斯特丹的行政區之一。阿姆斯特丹北包括IJ灣以北的阿姆斯特丹市區。由於該地區和阿姆斯特丹其他隔有水體，因此無法通過阿姆斯特丹有軌電車到達。阿姆斯特丹地鐵南北線預計將在2018年開通至該區的部分。現時的阿姆斯特丹北區生機勃勃，源於回收廢棄廠房及倉庫重建而成的文化園區。前工廠現已變身成藝術展區、博物館和餐廳，而其他建築物則改建爲獨具風格的住宅公寓。

## 外部連結
- Official website
- Official website for tourists/visitors

52°23′28″N 4°55′06″E / 52.39111°N 4.91833°E